# Región Insular (Äquatorialguinea)

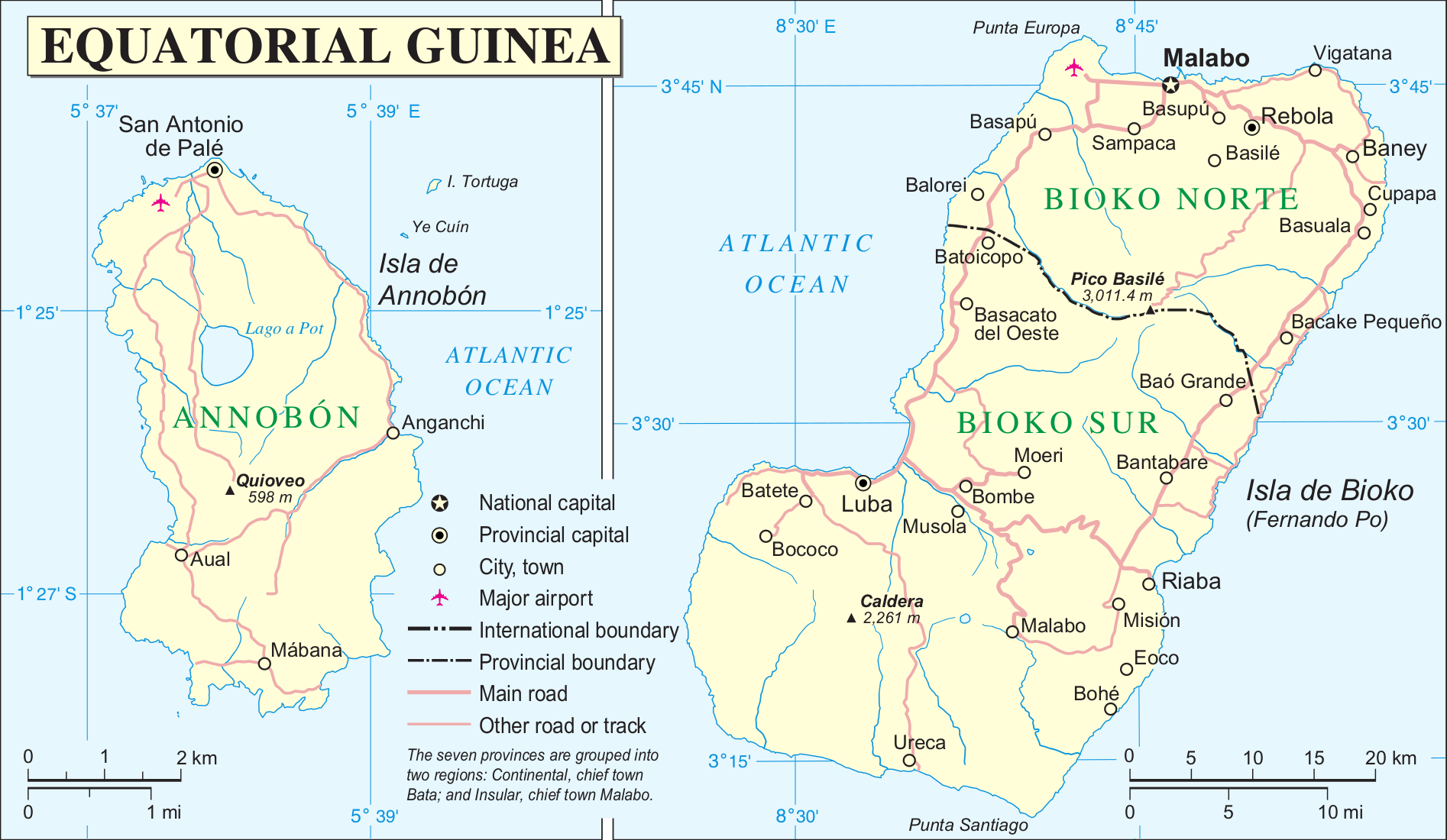
Karte der Hauptinseln Bioko und Annobón

Die Región Insular ist eine von zwei Regionen von Äquatorialguinea. Sie besteht aus mehreren Inseln und umfasst das ehemalige spanische Territorium Fernando Póo (heute Bioko) sowie die Insel Annobón, die früher zum spanischen Territorium Elobey, Annobón und Corisco gehörte, das im Golf von Guinea und in der Corisco-Bucht lag.
Die Region umfasst 2.052 km² und hatte im Jahr 2015 eine Bevölkerung von 340.362 Einwohnern. Die Region ist in drei Provinzen Annobón, Bioko Norte und Bioko Sur aufgeteilt. Die größte Stadt, Malabo, ist die nationale und regionale Verwaltungshauptstadt. Weitere wichtige Städte sind Luba, Riaba, Rebola, Baney und San Antonio de Palé.
Die Bevölkerung der Región Insular gehört zu einem bedeutenden Teil den Bubi an, während die Fang das Festland dominieren.
Die in der Corisco-Bucht gelegenen Inseln Corisco, Elobey Grande und Elobey Chico gehören nicht zur Región Insular, sondern sind Teil der Provinz Litoral, die Teil der Región Continental (Mbini) ist.